# Írország uralkodóinak listája

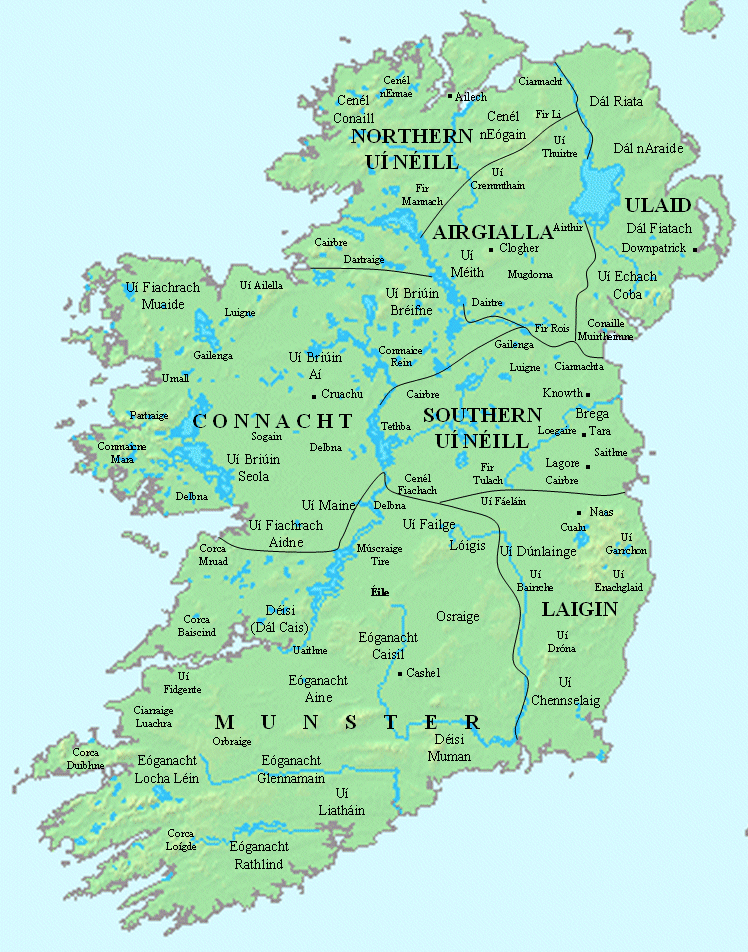
Írország

Az alábbi lista Írország főkirályait tartalmazza Kr. e. 1934-től Kr. u. 1186-ig (azaz az anglonormann hódítás idejéig). 
„Írországban a tartományok mindegyikét egy király uralta. Az uralkodóknak három fokozata volt. Elvileg egész Írország felett uralkodott a főkirály, az ard-rí.”

## Ír főkirályok (Kr. e. 1934– Kr. u.1186)

### Ősi uralkodók (Kr. e. 1934– Kr. u.458)

#### Az Fir Bolg-kori uralkodók (Kr. e. 1934–Kr. e. 1897)
| Uralkodó          | Uralkodás                 | Teljes név                       | Más név                 | Megjegyzés        |
| ----------------- | ------------------------- | -------------------------------- | ----------------------- | ----------------- |
| Sláine            | Kr. e. 1934 – Kr. e. 1933 | Sláine mac Dela                  | Sláinge, Slánga         | Dela fia.         |
| Ruadraige         | Kr. e. 1933 – Kr. e. 1931 | Ruadraig mac Dela                | -                       | Sláine testvére.  |
| Gann és Genann    | Kr. e. 1931 – Kr. e. 1927 | Gann mac Dela és Genann mac Dela | -                       | Sláine testvérei. |
| Sengann           | Kr. e. 1927 – Kr. e. 1922 | Sengann mac Dela                 | -                       | Genann testvére.  |
| Fiacha Cennfinnán | Kr. e. 1922 – Kr. e. 1917 | Fiacha mac Starn                 | -                       | Rudraige unokája. |
| Rinnal            | Kr. e. 1917 – Kr. e. 1911 | Rinnal mac Genann                | Rindal, Rionnal, Rinnan | Genann fia.       |
| Fodbgen           | Kr. e. 1911 – Kr. e. 1907 | Fodbgenh mac Sengann             | Odbgen, Foidhbhgen      | Sengann fia.      |
| I. Eochaid        | Kr. e. 1907 – Kr. e. 1897 | Eochaid mac Eirc                 | -                       | Rinnal unokája.   |

#### A Tutha Dé Dannan királyok (Kr. e. 1897–Kr. e. 1700)
| Uralkodó                           | Uralkodás                 | Más név                  | Megjegyzés                    |
| ---------------------------------- | ------------------------- | ------------------------ | ----------------------------- |
| Bres                               | Kr. e. 1897 – Kr. e. 1890 | Eochu Bres               |                               |
| I. Nuadu Airgetlám                 | Kr. e. 1890 – Kr. e. 1870 | Nuada, Nuadha            |                               |
| Lugh                               | Kr. e. 1870 – Kr. e. 1830 | Lú, Lug                  |                               |
| II. Eochaid Ollathair              | Kr. e. 1830 – Kr. e. 1750 | -                        |                               |
| Delbáeth                           | Kr. e. 1750 – Kr. e. 1740 | Delbhaeth                |                               |
| I. Fíachu                          | Kr. e. 1740 – Kr. e. 1730 | Fiacha, Fiachra, Fiachna |                               |
| Mac Cuill, Mac Cecht és Mac Gréine | Kr. e. 1730 – Kr. e. 1700 | -                        | II. Eochaid Ollothair unokái. |

#### A milétoszi kor királyai (Kr. e. 1700–76)
| Uralkodó                                                                             | Uralkodás   | Teljes név                        | Más név                      | Megjegyzés                                           |
| ------------------------------------------------------------------------------------ | ----------- | --------------------------------- | ---------------------------- | ---------------------------------------------------- |
| Az alábbi dátumok Kr. e. értendők                                                    |             |                                   |                              |                                                      |
| Eber Finn                                                                            | Kr. e. 1700 | Eber mac Míl Espáne               | Heber, Eibhear               |                                                      |
| Érimón                                                                               | 1700 – 1684 | Érimón mac Míl Espáne             |                              | Eber Finn testvére.                                  |
| Muimne, Luigne és Laigne                                                             | 1684 – 1681 | … mac Érimón                      | -                            | Érimón fiai.                                         |
| Ér, Orba, Ferón és Fergna                                                            | 1681        | … mac Eber Finn                   | -                            | Eber Finn fiai.                                      |
| Íriel Fáid                                                                           | 1681 – 1671 | Íriel mac Érimón                  | Irial                        | Érimón legkisebb fia.                                |
| Ethriel                                                                              | 1671 – 1651 | Ethriel mac Íriel Fáid            | -                            | Íriel Fáid fia.                                      |
| Conmáel                                                                              | 1651 – 1621 | Conmáel mac Eber Finn             | -                            | Eber Finn fia.                                       |
| Tigernmas                                                                            | 1621 – 1544 | Tigernmas mac Ethriel             | -                            | Ethriel fia.                                         |
| Interregnum: 1544 – 1537                                                             |             |                                   |                              |                                                      |
| III. Eochaid Étgudach                                                                | 1537 – 1533 | Eochaid mac Daire Doimthech       | ~Etgedach, Eochu             |                                                      |
| Cermna Finn és Sobairce                                                              | 1533 – 1493 | … mac Ebric                       | -                            | Testvérek.                                           |
| IV. Eochaid Faebar Glas                                                              | 1493 – 1473 | Eochaid mac Conmáel               | -                            | Conmáel fia.                                         |
| II. Fíachu Labhrainne                                                                | 1473 – 1449 | Fíachu mac Smirgoll               | -                            | Tigernmas dédunokája.                                |
| V. Eochaid Mumho                                                                     | 1449 – 1428 | Eochaid mac Mofebis               | Eochu                        | IV. Eochaid unokája.                                 |
| I. Óengus Olmucaid                                                                   | 1428 – 1410 | Óengus mac Fíachu                 | Aengus Olmucada              | II. Fíachu fia.                                      |
| I. Énna Airgdech                                                                     | 1410 – 1383 | Énna mac Eochaid                  | Airghtheach                  | V. Eochaid fia.                                      |
| I. Rothechtaid                                                                       | 1383 – 1358 | Rothechtaid mac Main              | -                            | I. Óengus unokája.                                   |
| I. Sétna Airt                                                                        | 1358 – 1353 | Sétna mac Artrí                   | -                            | Míl Espáne ükunokája.                                |
| III. Fíachu Fínscothach                                                              | 1353 – 1333 | Fíacu mac Sétna                   | -                            | I. Sétna fia.                                        |
| Muinemón                                                                             | 1333 – 1328 | Muinemón mac Cas Clothach         | Muineamhón                   | IV. Eochaid hetedik leszármazottja.                  |
| Faildergdóit                                                                         | 1328 – 1318 | Faildeargdóit mac Muinemón        | Faildeargdoid, Ailldeargoid  | Muinemón fia.                                        |
| Ollom Fotla                                                                          | 1318 – 1278 | Ollom mac Fíachu Fínscothach      | Ollamh Fodhla, ~Fódla        | III. Fíachu fia.                                     |
| I. Fínnachta                                                                         | 1278 – 1258 | Fínnachta mac Ollom Fotla         | -                            | Ollom fia.                                           |
| Slánoll                                                                              | 1257 – 1241 | Slánoll mac Ollom Fotla           | Slánuill                     | Ollom fia.                                           |
| Géde Ollgothach                                                                      | 1241 – 1231 | Géde mac Ollom Fotla              | -                            | Ollom fia.                                           |
| IV. Fíachu Findoilches                                                               | 1231 v 1209 | Fíachu mac Fínnachta              | ~Cendfinnán                  | I. Fínnachta fia.                                    |
| Berngal                                                                              | 1209 – 1197 | Berngal mac Géde Ollgothach       | -                            | Géde fia.                                            |
| I. Ailill                                                                            | 1197 – 1181 | Ailill mac Slánoll                | Oilioll                      | Slánoll fia.                                         |
| Sírna Sáeglach                                                                       | 1181 – 1031 | Sírna mac Dian                    | a Hosszúéltű                 | I. Rothechtaid dédunokája.                           |
| II. Rothectaid Rotha                                                                 | 1031 – 1024 | Rothechtaid mac Róán              | -                            | Faildergdóit ükunokája.                              |
| Elim Olfínechta                                                                      | 1024 – 1023 | Elim mac Rothechtaid Rotha        | -                            | II. Rothechtaid fia.                                 |
| Gíallchad                                                                            | 1023 – 1014 | Gíallchad mac Ailill Olcháin      | Giallchad                    | Sírna unokája.                                       |
| I. Art Imlech                                                                        | 1014 – 1002 | Art mac Elim Olfínechta           | -                            | Elim fia.                                            |
| II. Nuadu Finn Fáil                                                                  | 1002 – 962  | Nuadu mac Gíallchad               | -                            | Gíallchad fia.                                       |
| Bres Rí                                                                              | 962 – 953   | Bres mac Art Imlech               | -                            | I. Art fia.                                          |
| VI. Eochaid Apthach                                                                  | 953 – 952   | Eochaid mac ?                     | Eochu                        | Míl Espáne apjának (Breogán) a kései leszármazottja. |
| Finn                                                                                 | 952 – 930   | Finn mac Blatha                   | -                            | Ollom ükunokája.                                     |
| II. Sétna Innaraid                                                                   | 930 – 910   | Sétna mac Bres Rí                 | -                            | Bres fia.                                            |
| Siomón Brecc                                                                         | 910 – 904   | Siomón mac Áedan Glas             | -                            | II. Nuadu unokája.                                   |
| I. Dui Finn                                                                          | 904 – 894   | Dui mac Sétna Finn                | -                            | II. Sétna fia.                                       |
| Muiredach Bolgrach                                                                   | 894 – 893   | Muiredach mac Siomón Brecc        | -                            | Siomón fia.                                          |
| II. Énna Derg                                                                        | 893 – 881   | Énna mac Dui Finn                 | a Vörös                      | I. Dui fia.                                          |
| I. Lugaid Íardonn                                                                    | 881 – 872   | Lugaid mac Énna Derg              | Lugdach                      | II. Énna fia.                                        |
| Sírlám                                                                               | 872 – 856   | Sírlám mac Finn                   | -                            | Finn fia.                                            |
| VII. Eochaid Uairches                                                                | 856 – 844   | Eochaid mac Lugaid Íardonn        | Eochu                        | I. Lugaid fia.                                       |
| VIII. Eochaid Fíadmuine                                                              | 844 – 839   | ?                                 | Eochu                        | Conaing féltestvére.                                 |
| Conaing Bececlach                                                                    | 844 – 812   | Conaing mac Dui Temrach           | -                            | Muiredach unokája.                                   |
| II. Lugaid Lámderg                                                                   | 839 – 832   | Lugaid mac Eochaid Uairches       | Lugdach, a Vöröskezű         | VII. Eochaid fia.                                    |
| II. Art                                                                              | 812 – 806   | Art mac Lugaid Lámderg            | -                            | II. Lugaid fia.                                      |
| V. Fíachu Tolgrach                                                                   | 806 – 796   | Fíachu amc Muiredach Bolgrach     | -                            | Muiredach fia.                                       |
| II. Ailill Finn                                                                      | 796 – 785   | Ailill mac Art                    | Ailella, Oilioll             | II. Art fia.                                         |
| IX. Eochaid                                                                          | 785 – 778   | Eochaid mac Ailill Finn           | Eochu                        | II. Ailill fia.                                      |
| Airgetmar                                                                            | 778 – 748   | Airgetmar mac Sírlám              | -                            | Sírlám fia.                                          |
| II. Dui Ladrach                                                                      | 748 – 738   | Dui mac Fíachu Tolgrach           | -                            | V. Fíachu fia.                                       |
| III. Lugaid Laigdech                                                                 | 738 – 731   | Lugaid mac Eochaid                | -                            | IX. Eochaid fia.                                     |
| I. Áed Rúad                                                                          | 731 – 724   | Áed mac Badarn                    | -                            | Airgetmar unokái.                                    |
| Díthorba                                                                             | 724 – 717   | Díthorba mac Deman                | -                            | Airgetmar unokái.                                    |
| Cimbáeth                                                                             | 717 – 710   | Cimbáeth mac Fintan               | -                            | Airgetmar unokái.                                    |
| I. Áed Rúad 2x                                                                       | 703 – 696   | ld. fent                          | ld. fent                     | ld. fent                                             |
| Díthorba 2x                                                                          | 696 – 689   | ld. fent                          | ld. fent                     | ld. fent                                             |
| I. Áed Rúad 3x                                                                       | 689 – 682   | ld. fent                          |                              |                                                      |
| Díthorba 3x                                                                          | 682 – 675   | ld. fent                          | ld. fent                     | ld. fent                                             |
| Cimbáeth                                                                             | 675 – 661   | ld. fent                          | ld. fent                     | ld. fent                                             |
| Macha                                                                                | 668 – 654   | -                                 | -                            | I. Áed lánya. Királynő.                              |
| Rechtaid Rígderg                                                                     | 654 – 634   | Rechtaid mac Lugaid Laigdech      | a Vörös király               | III. Lugaid fia.                                     |
| Úagine Mór                                                                           | 634 – 594   | Úagine mac Eochaid Buadach        | -                            | Dui unokája.                                         |
| Bodbchad                                                                             | 594         | Bodbchad mac Eochaid Buadach      | -                            | Úagine testvére.                                     |
| I. Lóegaire Lorc                                                                     | 594 – 592   | Lóegaire mac Úagine Mór           | a száműzött                  | Úagine fiai.                                         |
| Cobtach Cóel Berg                                                                    | 592 – 542   | Cobtach mac Úagine Mór            | -                            | Úagine fiai.                                         |
| Labraid Loingsech                                                                    | 542 – 523   | Labraid mac Ailill Áine           | Labraid Lorc                 | I. Lóegaire unokája.                                 |
| Meilge Molbthach                                                                     | 523 – 506   | Meilge mac Cobthach Cóel Berg     | -                            | Cobthach fia.                                        |
| Mug Corb                                                                             | 506 – 499   | Mug mac Cobthach Cáem             | -                            | Rechtaid unokája.                                    |
| II. Óengus Ollom                                                                     | 499 – 481   | Óengus mac Ailill                 | -                            | Labraid unokája.                                     |
| Irereo Fáthach                                                                       | 481 – 474   | Irereo mac Meilge Molbthach       | a Bölcs                      | Meilge fia.                                          |
| Fer Corb                                                                             | 474 – 463   | Fer mac Mug Corb                  | -                            | Mug fia.                                             |
| Connla Cáem                                                                          | 463 – 443   | Connla mac Irareo Fáthach         | ~Cruaidchelgach              | Irero fia.                                           |
| III. Ailill Caisfiachlach                                                            | 443 – 418   | Ailill mac Connla Cáem            | -                            | Connla fia.                                          |
| Adamair                                                                              | 418 – 414   | Adamair mac Fer Corb              | Amadir, Adhamair             | Fer fia.                                             |
| X. Eochaid Ailtlethan                                                                | 414 – 396   | Eochaid mac Ailill Caisfiachlach  | Eochu                        | III. Ailill fia.                                     |
| I. Fergus Fortmail                                                                   | 396 – 385   | Fergus mac Bresal Brecc           | az Erős                      | Labraid ükunokája.                                   |
| III. Óengus Tuirmech Temrach                                                         | 385 – 326   | Óengus mac Eochaid Ailtlethan     | -                            | X. Eochaid fia.                                      |
| Conall Collamrach                                                                    | 326 – 320   | Conall mac Eterscél Temrach       | -                            | X. Eochaid unokája.                                  |
| Nia Segamain                                                                         | 320 – 313   | Nia mac Segamain                  | -                            | Adamair fia.                                         |
| III. Énna Aignech                                                                    | 313 – 293   | Énna mac Óengus Tuirmech Temrach  | -                            | III. Óengus fia.                                     |
| I. Crimthann Coscrach                                                                | 293 – 289   | Crimthann mac Fedlimid Fortrén    | a Győzedelmes                | I. Fergus unokája.                                   |
| Rudraige                                                                             | 289 – 219   | Rudraige mac Sithrigi             | -                            | Airgetmar ükunokája.                                 |
| Finnat Már                                                                           | 219 – 210   | Finnat mac Nia Segamain           | Ionnadmhar, Innatmar, a Nagy | Nia fia.                                             |
| Bresal Bó-Díbad                                                                      | 210 – 199   | Bresal mac Rudraige               | -                            | Rudraige fia.                                        |
| IV. Lugaid Luaigne                                                                   | 199 – 184   | Lugaid mac Finnat Már             | -                            | Finnat fia.                                          |
| Congal Cláiringnech                                                                  | 184 – 169   | Congal mac Rudraige               | -                            | Rudraige fia.                                        |
| III. Dui Dallta Dedad                                                                | 169 – 159   | Dui mac Cairpre Lusc              | -                            | IV. Lugaid unokája.                                  |
| Fachtna Fáthach                                                                      | 159 – 143   | Fachtna mac Cas/Ross              | a Bölcs                      | Rudraige unokája.                                    |
| XI. Eochaid Feidlech                                                                 | 143 – 131   | Eochaid mac Finn                  | Eochu                        | ?                                                    |
| XII. Eochaid Airem                                                                   | 131 – 116   | Eochaid mac Finn                  | -                            | XI. Eochaid testvére.                                |
| Eterscél Mór                                                                         | 116 – 111   | Eterscél mac Íar                  | -                            | III. Óengus leszármazottja.                          |
| III. Nuadu Necht                                                                     | 111 – 110   | Nuadu mac Sétna Sithbac           | -                            | I. Crimthann leszármazottja.                         |
| I. Conaire Mór                                                                       | 110 – 40    | Conaire mac Eterscél              | -                            | Eterscél fia.                                        |
| Interregnum: 40 – 33                                                                 |             |                                   |                              |                                                      |
| V. Lugaid Riab nDerg                                                                 | 33 – 9      |                                   | -                            | ?                                                    |
| I. Conchobar Abrabruad                                                               | 9 – 8       | Conchobar mac Find File           |                              | III. Nuadu ükunokája.                                |
| Az alábbi dátumok II. Crimthann uralkodása kezdetének a kivételével Kr. u. értendőek |             |                                   |                              |                                                      |
| II. Crimthann Nia Náir                                                               | 8 – 9       | Crimthann mac Lugaid Riab nDerg   | Nár unokaöccse               | V. Lugaid fia.                                       |
| Cairbre Cinnchait                                                                    | 9–14        | ?                                 | Caitchenn                    | ?                                                    |
| Feradach Finnfechtnach                                                               | 14–36       | Feradach mac Crimthann Nia Náir   | -                            | II. Crimthann fia.                                   |
| Fiatach Finn                                                                         | 36–39       | ?                                 | -                            | Kései leszármazottja III. Óengusnak.                 |
| VI. Fíachu Finnfolaidh                                                               | 39–56       | Fiacha mac Feradach Finnfechtnach | ~Finnolach                   | Feradach fia.                                        |
| Elim                                                                                 | 56–76       | Elim mac Connrach                 | -                            | ?                                                    |

#### A Gal királyok (76–458)
| Uralkodó               | Uralkodás | Teljes név                       | Más név              | Megjegyzés                         |
| ---------------------- | --------- | -------------------------------- | -------------------- | ---------------------------------- |
| Túathal Techmar        | 76–106    | Túathal mac Fiacha Finnfolaidh   |                      | VI. Fíachu fia.                    |
| Mal                    | 106–110   | Mal mac Rochraide                |                      | Conall Cernach hős leszármazottja. |
| Fedlimid Rechtmar      | 110–119   | Fedlimid mac Túathal Techtmar    | ~Rechtaid            | Túathal fia.                       |
| Cathair Mór            | 119–122   | Cathair mac Fedlimid Fir Urglais | a Nagy               | Múg leszármazottja.                |
| Conn Cétchathach       | 122–157   | Conn mac Fedlimid Rechtmar       | Cuinn, a Százcsatájú | Fedlimid fia.                      |
| II. Conaire Cóem       | 157–165   | Conaire mac Mug Láma             | -                    | I. Conaire leszármazottja.         |
| III. Art               | 165–195   | Art mac Conn                     | Airt, ~Óenfer        | Conn fia.                          |
| VI. Lugaid             | 195–225   | Lugaid mac Macnia Lugdach        | ~mac Con             | Conn leányági unokája.             |
| II. Fergus Dubdétach   | 225–226   | -                                | a Feketefogú         |                                    |
| Cormac Ulfada          | 226–266   | Cormac mac Art                   | ~ ua Cuinn           | III. Art fia.                      |
| XIII. Eochaid Gonnat   | 266–267   | Eochaid mac Fiach                | ~Gunnat              | Fiatach szépunokája.               |
| Cairbre Lifechair      | 267–284   | Cairbre mac Cormac               | -                    | Cormac fia.                        |
| I. Fothad Cairpthech   | 284–285   | Fothad mac Lugaid                | -                    | VI. Lugaid fiai.                   |
| II. Fothad Airgthech   | 284–285   | Fothad mac Lugaid                | -                    | VI. Lugaid fiai.                   |
| VII. Fíachu Sraibhtine | 285–322   | Fiacha mac Cairbre Lifechair     | ~Sroiptine           | Cairbre fia.                       |
| Colla Uais             | 322–326   | Colla mac Eochaid Doimlén        | -                    | Cairbre unokája.                   |
| Muiredach Tirech       | 326–356   | Muiredach mac Fiacha Sraibhtine  | -                    | VII. Fíachu fia.                   |
| Cáelbad                | 356–357   | -                                | Cáelbhadh, Caolbhadh | Conall leszármazottja.             |
| XIV. Eochaid Mugmedón  | 357–365   | -                                | -                    | ?                                  |
| Crímthann              | 365–376   | Crímthann mac Fidach             | -                    | ?                                  |
| I. Niall Noígíallach   | 376–405   | Niall mac Eochaid Mugmedon       | Níell, a kilentúszú  | XIV. Eochaid fia.                  |
| Feradach Dathí         | 405–428   | Feradach mac Fiachrae            | Nath Í               | XI. Eochaid unokája.               |
| II. Lóegaire           | 428–458   | Lóegaire mac Néill               | Loígaire, Lóeguire   | I. Niall fia.                      |

### Középkori uralkodók (463–1186)

#### AzUí Néill-házuralkodói (463–1002)
| Uralkodás | Uralkodó                                    | Ír név                          | Más név                       | Ág (ld lent) | Rokonsági fok                          | Megjegyzés                         |
| --------- | ------------------------------------------- | ------------------------------- | ----------------------------- | ------------ | -------------------------------------- | ---------------------------------- |
| 463       | Corpri (? – 463)                            | Coirpre mac Néill               | -                             |              | I. Niall fia.                          |                                    |
| 463–482   | IV. Ailill Molt (? – 482)                   | Ailill mac Nath Í               | Ailill                        |              | II. Lóegaire dédunokatestvére.         |                                    |
| 482–507   | VII. Lugaid (? – 507)                       | Lugaid mac Lóegairi             | Lugid                         |              | Lóágaire fia.                          |                                    |
| 507–534   | I. Muirchertach (? – 534)                   | Muirchertach mac Ercae          | Mac Ercéni                    | CE           | Niall dédunokája.                      |                                    |
| 534–544   | Tuathal Máelgarb (? – 544)                  | Túathal mac Cormaic             | Óengarb                       |              | Niall dédunokája.                      |                                    |
| 544–565   | I. Diarmait (? – 565)                       | Diarmait mac Cerbaill           | -                             |              | Niall dédunokája ő is.                 |                                    |
| 565–566   | Forggus (? – 566)                           | Fearghus                        | -                             | CE           | I. Muirchertach fia.                   |                                    |
| 565–566   | I. Domnall Ilchelgach (? – 566)             | Domnhnall                       | Dumhnuil, Dónall (Donald)     | CE           | Forggus testvére.                      | Társuralkodó.                      |
| 566–569   | Ainmire (? – 569)                           | Ainmuire mac Sétnai             | -                             | CC           | Niall ükunokája.                       |                                    |
| 569–572   | I. Báetán (? – 572)                         | Baedan                          | -                             | CE           | I. Muirchertach fia.                   |                                    |
| 569–572   | XV. Eochaid (? – 572)                       | Eochhaidh                       | Eochu, Eocho                  | CE           | I. Domnall Ilchelgach fia.             | Társuralkodó.                      |
| 572–586   | II. Báetán (? – 586)                        | Báetán mac Ninneda              | -                             | CC           | Niall negyedik leszármazottja.         |                                    |
| 586–598   | II. Áed (? – 598)                           | Áed mac Ainmuirech              | -                             | CC           | Ainmire fia.                           |                                    |
| 598–604   | III. Áed Sláine (? – 604)                   | Áed mac Diarmato                | Áedo Sláine                   | AS           | I. Diarmait fia.                       |                                    |
| 598–604   | Colmán Rímid (? – 604)                      | Colmán mac Báetáin              | -                             | CE           | I. Báetán fia.                         | Társkormányzó.                     |
| 604–612   | IV. Áed Uaridnach (? – 612)                 | Áed mac Domnaill                | -                             | CE           | I. Domnall Ilchelgach fia.             |                                    |
| 612–615   | I. Máel Cobo (? – 615)                      | Máel Coba mac Áedo              | -                             | CC           | II. Áed fia.                           |                                    |
| 615–628   | Suibne Menn (? – 628)                       | Suibne mac Fiachnai             | -                             | CE           | I. Muirchertach dédunokaöccse.         |                                    |
| 628–642   | II. Domnall (? – 642)                       | Domnall mac Áedo                | Domnaill                      | CC           | II. Áed fia.                           |                                    |
| 642–654   | Conall Cáel (? – 654)                       | Conall mac Máele Coba           | Conall Cóell                  | CC           | I. Máel Cobo fia.                      |                                    |
| 642–658   | Cellach (? – 658)                           | Cellach mac Máele Coba          | -                             | CC           | Conall Cáel testvére.                  |                                    |
| 658–665   | II. Diarmait (? – 665)                      | Diarmait mac Áedo Sláine        | -                             | AS           | III. Áed fia.                          |                                    |
| 665–671   | Blathmac (? – 671)                          | Blathmac mac Áedo Sláine        | -                             | AS           | III. Áed fia.                          | Társuralkodó.                      |
| 665–671   | Sechnussach (? – 671)                       | Sechnassach mac Blathmaic       | -                             | AS           | Blathmac fia.                          |                                    |
| 671–675   | Cennfáelad (? – 675)                        | Cenn Fáelad mac Blathmaic       | -                             | AS           | Blathmac fia.                          |                                    |
| 675–695   | Fínsnechta Fledach (? – 695)                | Fínsnechta Fledach mac Dúnchada | -                             | AS           | III. Áed unokája.                      |                                    |
| 695–704   | Loingsech (? – 704)                         | Loingsech mac Óengusso          | Loingsig                      | CC           | II. Domnall unokája.                   |                                    |
| 704–710   | Congal Cennmagair (? – 710)                 | Congal Cennmagair mac Fergusso  | Congal Cennmagar              | CC           | II. Domnall unokája.                   |                                    |
| 710–722   | Fergal (? – 722. dec. 11.)                  | Fergal mac Máele Dúin           | Fergaile                      | CE           | IV. Áed dédunokája.                    |                                    |
| 722–724   | Fogartach (? – 724)                         | Fogartach mac Néill             | -                             | AS           | II. Diarmait ükunokája.                |                                    |
| 724–728   | Cináed Cáech (? – 728)                      | Cináed mac Írgalaig             | -                             | AS           | III. Áed negyedik leszármazottja.      |                                    |
| 728–734   | Flaithbertach (? – 765)                     | Flaitbertach mac Loingsech      | -                             |              | Loingsech fia.                         | Trónfosztva.                       |
| 734–743   | V. Áed Allán (? – 743)                      | Áed mac Fergal                  | -                             | CE           | Fergal fia.                            |                                    |
| 743–763   | III. Domnall Midi (? – 763. nov. 20.)       | Domnall mac Murchado            | a Meath-i                     | CCh          | I. Diarmait hetedik leszármazottja.    |                                    |
| 763–770   | II. Niall Frossach (718 – 778)              | Niall mac Fergal                | -                             | CE           | Fergal fia.                            | Lemond.                            |
| 770–797   | I. Donnchad Midi (733 – 797. febr. 6.)      | Donnchad mac Domnall            | -                             | CCh          | III. Domnall Midi fia.                 |                                    |
| 797–819   | VI. Áed Oirdnide (? – 819)                  | Áed mac Néill                   | -                             | CE           | II. Niall Frossach fia.                |                                    |
| 819–833   | II. Conchobar (? – 833)                     | Conchobar mac Donnchada         | -                             | CCh          | I. Donnchad Midi fia.                  | Írország főkirálya (ard-rí Érenn). |
| 833–846   | III. Niall Cille (? – 846)                  | Niall mac Áeda                  | -                             | CE           | VI. Áed fia.                           |                                    |
| 841–836   | Feidlim (? – 847)                           | Feidlim mac Crimthainn          | Feidlim mac Crimthainn        | -            | -                                      | Társuralkodó. Munster királya.     |
| 846–862   | II. Máel Sechnaill (? – 862. nov. 27.)      | Máel mac Ruannaid               | -                             | CCh          | II. Conchobar unokafivére.             |                                    |
| 862–879   | VII. Áed Findliath (? – 879. nov. 20.)      | Áed mac Neill                   | a becsületes harcos           | CE           | III. Niall Caille fia.                 |                                    |
| 879–916   | Flann Sinna (847/848 – 916. máj. 25.)       | Flann mac Máel Sechnaill        | a Shannon-i                   | CCh          | II. Máel Sechnaill fia.                |                                    |
| 916–919   | IV. Niall Glúndub (? – 919. szept. 14.)     | Niall mac Áedo                  | -                             | CE           | VII. Áed fia.                          |                                    |
| 919–944   | II. Donnchad Donn (? – 944)                 | Donnchad mac Flainn             | a Barnahajú                   | CCh          | Flann Sinna fia.                       |                                    |
| 944–956   | Conngalach Cnogba (? – 956)                 | Congalach mac Máel Mithig       | -                             | AS           | II. Áed Sláine tizedik leszármazottja. |                                    |
| 956–980   | IV. Domnall (? – 980)                       | Domnall mac Niall Glúndúb       | Domnall ua Néill, az Armagh-i | CE           | IV. Niall Glúndúb unokája.             |                                    |
| 980–1002  | III. Máel Sechnaill (949 – 1022. szept. 2.) | Máel mac Domnaill               | Máel Mór                      | CCh          | Donnchad Donn unokája.                 | Trónfosztva.                       |

#### A késői kor uralkodói (1002–1186)
| Uralkodás | Uralkodó                                        | Középír név                          | Modern ír név                                 | Más név                              | Ág (ld lent)                         | Rokonsági fok                        | Megjegyzés          |
| --- | ----------------------------------------------- | ------------------------------------ | --------------------------------------------- | ------------------------------------ | ------------------------------------ | ------------------------------------ | ------------------- |
| 1002–1014 | Brian Boru (941 körül – 1014. ápr. 23.)         | Brian Bóruma (Boraime) mac Cennétig  | Brian Bóirmhe                                 | Brian Bóruma, a vitéz                | -                                    | -                                    | Munster királya is. |
| 1014–1022 | III. Máel Sechnach (949 – 1022. szept. 2.)      | Visszahelyezve, másodszor uralkodik. | Visszahelyezve, másodszor uralkodik.          | Visszahelyezve, másodszor uralkodik. | Visszahelyezve, másodszor uralkodik. | Visszahelyezve, másodszor uralkodik. |                     |
| 1022–1064 | III. Donnchad (? – 1064)                        | Donnchad mac Briain                  | -                                             | -                                    | Brian Boru fia.                      |                                      |                     |
| 1064–1072 | III. Diarmait (? – 1072. febr. 7.)              | Diarmait mac Maíl na mBó             | -                                             | -                                    | -                                    |                                      |                     |
| 1072–1086 | I. Tairrdelbach (1009 – 1086. júl. 14.)         | Tairrdelbach mac Briain              | Tairrdelbach Ua Briain                        | -                                    | III. Donnchad fia.                   |                                      |                     |
| 1086–1119 | II. Muirchertach (1050 körül – 1119. márc. 10.) | Muirchertach mac Tairrdelbach        | Muirchertach Ua Briain                        | -                                    | I. Tairrdelbach fia.                 |                                      |                     |
| 1119–1121 | V. Domnall (1048 – 1121. febr. 10.)             | Domnall mac Lochlainn                | -                                             | CE                                   | IV. Domnall negyedik leszármazottja. | Ailech királya.                      |                     |
| 1121–1156 | II. Tairrdelbach (1088 – 1156)                  | Tairrdelbach mac Ruaidri             | Tairrdelbach Ua Conchobair, Turlough O'Connor | -                                    | -                                    | Connacht királya.                    |                     |
| 1156–1166 | III. Muirchertach (? – 1166)                    | Muirchertach mac Lochlainn           | -                                             | CE                                   | V. Domnall unokája.                  | Cenél nEógan királya.                |                     |
| 1166–1186 | Ruaidrí (1116 körül – 1198. dec. 2.)            | Ruaidrí mac Tairrdelbach             | Ruaidrí Ua Conchobair, Rory O'Connor          | -                                    | II. Tairrdelbach fia.                |                                      |                     |
| Interregnum |                                                 |                                      |                                               |                                      |                                      |                                      |                     |
| 1258–1260 | II. Brian (? – 1260. máj. 14.)                  | Briain mac Niall Ruad                | Brain Ua Néill                                | -                                    | -                                    | Névleges király.                     |                     |
| Interregnum |                                                 |                                      |                                               |                                      |                                      |                                      |                     |
| 1315–1318 | Iomhair Bruis (1280 körül – 1318. okt. 14.)     | Edubard a Briuis                     | Eideard Bruis                                 | -                                    | I. (Skót) Róbert öccse.              | Névleges király.                     |                     |
| A dinasztia ágainak felosztása: Északi ágak: CC=Cenél Conaill, CE=Cenél nEógain, Déli ágak: CCh=Clann Cholmáin, AS=Síl nÁedo Slaine |                                                 |                                      |                                               |                                      |                                      |                                      |                     |

## Egyéb ír királyságok
- 1) Ailech királyai (465 k. – 1185)
- 2) Airgíalla királyai (677 k. – 1590)
- 3) Breifne királyai (1128–1605)
  - Kelet-Breifne királyai (1161–1607)
- 4) Connacht királyai (Kr. e. 1930 k. – napjainkig)
- 5) Dublin királyai (839–1171)
- 6) Hy-Many királyai
- 7) Leinster királyai (436 k. – 1632)
- 8) Mide királyai (743–1604)
- 9) Moylurg királyai (956–napjainkig)
- 10) Munster királyai (234 k. – 1119)
- 11) Osraige királyai (581 k. – 1172)
- 12) Síol Anmchada királyai
- 13) Tara királyai
- 14) Tir Eogain királyai (1185–1616)
- 15) Ulster királyai (Kr. e. 150 k. – 1358)

## Fordítás
- Ez a szócikk részben vagy egészben  a   List of High Kings of Ireland című angol Wikipédia-szócikk fordításán alapul.  Az eredeti cikk szerkesztőit annak laptörténete sorolja fel. Ez a jelzés csupán a megfogalmazás eredetét és a szerzői jogokat jelzi, nem szolgál a cikkben szereplő információk forrásmegjelöléseként.